# Johnnetta Cole
Johnnetta Betsch Cole (nascida em 19 de outubro de 1936) é uma antropóloga, educadora, diretora de museu e presidente de faculdade americana. Cole foi a primeira presidente afro-americana do Spelman College, uma faculdade historicamente negra, servindo de 1987 a 1997. Foi presidente do Bennett College de 2002 a 2007. Durante 2009–2017, foi Diretora do Museu Nacional de Arte Africana da Smithsonian Institution.

## Fundo
Johnnetta Betsch nasceu em Jacksonville, Flórida, em 19 de outubro de 1936. Sua família pertencia à classe alta afro-americana ; Era neta de Abraham Lincoln Lewis, o primeiro milionário negro da Flórida, empresário e cofundador da Afro-American Industrial and Benefit Association, e Mary Kingsley Sammis. Os bisavós de Sammis eram Zephaniah Kingsley, um comerciante de escravos brancos e proprietário de escravos, que comprou a escrava africana Anna Madgigine Jai em 1806, quando tinha 13 anos e ele 43 anos. Em cinco anos, o estuprador estatutário a engravidou três vezes e ela deu à luz seus filhos, George, nascido em junho de 1807; Martha, nascida em julho de 1809; e Maria, nascida em fevereiro de 1811. Quando tinha 18 anos, Sofonias libertou Anna e ela mesma se tornou proprietária de escravos, trabalhando com seu ex-proprietário de escravos. Anteriormente uma princesa Wolof que era originalmente do atual Senegal, sua casa em Fort George Island é protegida como Kingsley Plantation, um marco histórico nacional.
Cole se matriculou aos 15 anos na Fisk University, uma faculdade historicamente negra. Se transferiu para o Oberlin College, em Ohio, onde concluiu o bacharelado em sociologia em 1957. Frequentou a escola de pós-graduação na Northwestern University, ganhando seu mestrado em artes (1959) e doutorado em filosofia (1967) em antropologia. Fez sua pesquisa de campo de dissertação na Libéria, África Ocidental, em 1960-1961 através da Northwestern University como parte de sua pesquisa econômica do país.

## Ensino
Cole atuou como professora na Washington State University de 1962 a 1970, onde foi cofundadora de um dos primeiros programas de estudos negros dos EUA. Em 1970, Cole começou a trabalhar no Departamento de Antropologia da Universidade de Massachusetts Amherst, onde atuou até 1982. Enquanto estava na Universidade de Massachusetts, desempenhou um papel fundamental no desenvolvimento do Departamento de Estudos Afro-Americanos da WEB Du Bois da universidade. Cole mudou-se para o Hunter College em 1982 e tornou-se diretor do programa de Estudos Latino-Americanos e Caribenhos. De 1998 a 2001, Cole foi professor de Antropologia, Estudos da Mulher e Estudos Afro-Americanos na Emory University, em Atlanta.

## Administração
Em 1987, Cole foi selecionada como a primeira presidente negra do Spelman College, uma prestigiosa faculdade historicamente negra para mulheres. Ela serviu até 1997, aumentando sua doação por meio de uma campanha de capital de US$ 113 milhões, atraindo matrículas significativamente maiores à medida que os alunos aumentavam e, em geral, a classificação da escola entre as melhores escolas de artes liberais subiu. O comediante Bill Cosby e sua esposa Camille contribuíram com US$ 20 milhões para a campanha de capital.
Depois de lecionar na Emory University, foi recrutada como presidente do Bennett College for Women, também uma faculdade historicamente negra para mulheres. Lá, ela liderou outra campanha de capital bem-sucedida. Além disso, ela fundou uma galeria de arte para contribuir com a cultura da faculdade. Atualmente, Cole é presidente do Johnnetta B. Cole Global Diversity & Inclusion Institute, fundado no Bennett College for Women . É membro da fraternidade Delta Sigma Theta.
Foi diretora do Museu Nacional de Arte Africana, parte da Smithsonian Institution em Washington, DC, durante 2009-2017. Durante sua direção, a polêmica exposição "Conversations: African and African-American Artworks in Dialogue", com dezenas de peças da coleção de arte privada de Bill e Camille Cosby, foi realizada em 2015, coincidindo com acusações de agressão sexual contra o comediante.

## Serviço
Cole também atuou em grandes corporações e fundações. Cole atuou por muitos anos como membro do conselho da prestigiosa Fundação Rockefeller . É diretora da Merck & Co. desde 1994. De 2004 a 2006, Cole foi Presidente do Conselho de Curadores da United Way of America e faz parte do Conselho de Administração da United Way of Greater Greensboro.
Desde 2013, Cole está listado no Conselho Consultivo do Centro Nacional de Educação Científica. É membro do The Links. (p105)

## Atividade política
O presidente eleito Bill Clinton nomeou Cole para sua equipe de transição para educação, trabalho, artes e humanidades em 1992. Também a considerou para o cargo de Secretária de Educação. No entanto, quando o The Jewish Daily Forward informou que ela havia sido membro do comitê nacional das Brigadas Venceremos, que o Federal Bureau of Investigation havia vinculado às forças de inteligência cubanas, Clinton não avançou em sua indicação.

## Legado e homenagens
- Em 2018, foi premiada com o Legend in Leadership Award for Higher Education do Yale Chief Executive Leadership Institute[16]
- A American Alliance of Museums homenageia a Dra. Johnnetta Cole com o Prêmio 2017 por Serviços Distintos a Museus
- Em 2013, Cole recebeu a maior citação do International Civil Rights Center &amp; Museum, o Prêmio Internacional de Direitos Humanos e Civis Alston-Jones.[17]
- Cole recebeu mais de 40 títulos honorários, incluindo os do Williams College e Bates College em 1989, Oberlin College em 1995, Mount Holyoke College em 1998, Mills College em 1999, Howard University e North Carolina A&T State University em 2009 e Gettysburg College em 2017.
- Foi membro honorário da Phi Beta Kappa de Yale em 1996,[18] e serviu como senadora da Phi Beta Kappa.[19]
- Em 1995, Cole recebeu o Golden Plate Award da American Academy of Achievement apresentado pelo membro do Conselho de Prêmios e presidente do Morehouse College, Walter E. Massey.[20]
- Recebeu um Prêmio Candace da Coalizão Nacional de 100 Mulheres Negras em 1988.[21]

## Citações
Eu coloco essa pergunta para mim mesma, por que, nos 107 anos de história desta faculdade historicamente negra para mulheres, não houve uma presidente afro-americana. — Johnnetta B. Cole
Esta é uma nação cuja visão falada e escrita é assustadoramente bela.— Johnnetta B. Cole
Quanto mais nos unimos em direção a um novo dia, menos importa o que nos separou no passado.— Johnnetta B. Cole
Somos pela diferença: por respeitar a diferença por permitir a diferença, por encorajar a diferença, até que a diferença não faça mais diferença.— Johnnetta B. Cole
{{Quote|A expressão máxima da generosidade não está em dar o que você tem, mas em dar quem você é.|Johnnetta B. Cole}